# V337 Весов
V337 Весов (лат. V337 Librae) — одиночная переменная звезда в созвездии Весов на расстоянии (вычисленном из значения параллакса) приблизительно 13670 световых лет (около 4191 парсека) от Солнца. Видимая звёздная величина звезды — от +13,8m до +13,3m.

## Характеристики
V337 Весов — пульсирующая переменная звезда типа RR Лиры (RRC).